# Federação Senegalesa de Futebol
A Federação Senegalesa de Futebol (em francês:  Fédération Sénégalaise de Football, FSF) é o órgão dirigente do futebol no Senegal, responsável pela organização dos campeonatos disputados no país, bem como da Seleção Senegalesa. Foi fundada em 1960 e é afiliada à FIFA desde 1964 e à CAF desde 1963. Ela também é filiada à WAFU. Seu presidente atual é Augustin Senghor.